# Pentaneura japonica
Pentaneura japonica är en tvåvingeart som först beskrevs av Tokunaga 1937.  Pentaneura japonica ingår i släktet Pentaneura och familjen fjädermyggor. Inga underarter finns listade i Catalogue of Life.